# Currie Cup Premier Division 2010
La temporada 2010 de la Currie Cup fue la 72.ª edición del campeonato nacional de liga de rugby en Sudáfrica. El torneo comenzó el 9 de julio de 2010, se prolongó a lo largo de 14 jornadas hasta el 9 de octubre, jugando cada equipo contra todos los demás ida y vuelta, para dar paso a continuación a los playoffs por el título. Los 4 mejores equipos de la temporada regular se han clasificado para las semifinales, disputadas el 16 de octubre. La final se jugó el 30 de octubre en el Estadio Kings Park de Durban.

## Equipos de la Premier Division
| Equipo              | Estadio                | Capacidad | Ciudad          |
| ------------------- | ---------------------- | --------- | --------------- |
| Blue Bulls          | Loftus Versfeld        | 51.700    | Pretoria        |
| Free State Cheetahs | Free State Stadium     | 40.900    | Bloemfontein    |
| Golden Lions        | Ellis Park             | 62.500    | Johannesburgo   |
| Griquas             | Hoffe Park             | 18.000    | Kimberley       |
| Leopards            | Royal Bafokeng Stadium | 42.000    | Rustenburg      |
| Natal Sharks        | Kings Park             | 52.000    | Durban          |
| Pumas               | Puma Stadium           | 20.000    | Witbank         |
| Western Province    | Newlands Stadium       | 50.900    | Ciudad del Cabo |

## Temporada regular
| \| \| Temporada 2010 de la Currie Cup \| . · . · . \| |                                 |           |         |           |         |          |       |
| | Equipo                          | Puntos    | Jugados | Victorias | Empates | Derrotas | Bonus |
| 1 | Natal Sharks                    | 52        | 14      | 10        | 0       | 4        | 12    |
| 2 | Western Province                | 48        | 14      | 10        | 0       | 4        | 8     |
| 3 | Free State Cheetahs             | 47        | 14      | 10        | 0       | 4        | 7     |
| 4 | Blue Bulls                      | 47        | 14      | 9         | 0       | 5        | 11    |
| 5 | Golden Lions                    | 39        | 14      | 7         | 0       | 7        | 11    |
| 6 | Griquas                         | 37        | 14      | 6         | 0       | 8        | 13    |
| 7 | Pumas                           | 23        | 14      | 4         | 0       | 10       | 7     |
| 8 | Leopards                        | 5         | 14      | 0         | 0       | 14       | 5     |
| En morado los equipos clasificados para disputar los playoffs por el título. Los 2 últimos disputan una eliminatoria de permanencia con los 2 primeros de la First Division. La victoria vale 4 puntos y el empate 2. Los bonus, de un punto cada uno, se dan por conseguir 4 ensayos o más, y por perder por 7 puntos o menos. |                                 |           |         |           |         |          |       |
| | Temporada 2010 de la Currie Cup | . · . · . |         |           |         |          |       |

## Playoffs
Los 4 equipos que acabaron la temporada regular en las 4 primeras posiciones pasaron a las semifinales (1º vs 4º, y 2º vs 3º). La final se disputó el día 30 de octubre en Durban.
|  | Semifinales         | Semifinales         | Semifinales      |                  |              | Final        | Final | Final |  |
|  |                     |                     |                  |                  |              |              |       |       |  |
|  |                     |                     |                  |                  |              |              |       |       |  |
|  | Natal Sharks        | Natal Sharks        | 16               |                  |              |              |       |       |  |
|  | Natal Sharks        | Natal Sharks        | 16               |                  |              |              |       |       |  |
|  | Blue Bulls          | Blue Bulls          | 12               |                  |              |              |       |       |  |
|  | Blue Bulls          | Blue Bulls          | 12               |                  | Natal Sharks | Natal Sharks | 30    |       |  |
|  |                     |                     |                  |                  | Natal Sharks | Natal Sharks | 30    |       |  |
|  |                     |                     | Western Province | Western Province | 10           |              |       |       |  |
|  | Western Province    | Western Province    | Western Province | Western Province | 10           | 31           |       |       |  |
|  | Western Province    | Western Province    |                  |                  |              | 31           |       |       |  |
|  | Free State Cheetahs | Free State Cheetahs | 7                |                  |              |              |       |       |  |
|  | Free State Cheetahs | Free State Cheetahs | 7                |                  |              |              |       |       |  |
|  |                     |                     |                  |                  |              |              |       |       |  |

| Bandera de Sudáfrica |
| Campeón Natal Sharks |
| Sexto título         |